# Pollux (hvězda)
Pollux je nejjasnější hvězdou v souhvězdí Blíženců, se zdánlivou hvězdnou velikostí +1,14m. Jedná se o oranžového obra spektrální třídy K0 III, který má zhruba 8,8krát větší průměr než Slunce, jeho zářivost je přibližně 33krát vyšší a hmotnost činí asi 2,04 Slunce. Na pozemské obloze je Pollux jednou z nejjasnějších pozorovatelných hvězd. Od Sluneční soustavy je vzdálen 33,79 ± 0,09 světelných let.
Kolem Polluxu obíhá exoplaneta označovaná jako Pollux b (někdy Beta Gem b). Je přibližně velká jako Jupiter, může být i o něco hmotnější. Podle současných poznatků jde o jedinou známou exoplanetu tohoto systému. Žádné další exoplanety zde dosud nebyly potvrzeny.